# Okamejei hollandi
Okamejei hollandi es una especie de pez de la familia de los Rajidae en el orden de los Rajiformes.

## Morfología
Los machos pueden llegar a alcanzar los 42 cm de longitud total.

## Reproducción
Es ovíparo y las hembras ponen huevos envueltos en una cápsula córnea.

## Alimentación
Come invertebrados y peces hueso.

## Hábitat
Es un pez de mar y Clima tropical y demersal que vive entre 67–87 m de profundidad.

## Distribución geográfica
Se encuentra en el Océano Pacífico occidental: el sur del Japón

## Observaciones
Es inofensivo para los humanos.